# Физики (пьеса)
«Физики» (нем. Die Physiker) — пьеса в двух действиях швейцарского прозаика и драматурга Фридриха Дюрренматта, обозначенная автором как комедия. Пьесу «Физики» Фридрих Дюрренматт написал в 1961 году в Невшателе, где он жил с начала 1950-х годов и где круг его общения составляли в основном физики, математики и астрономы.

## История создания
Как отмечают критики, стержнем поэтики Дюрренматта-драматурга стали заимствованные у Бертольта Брехта принципы «очуждения» и гиперболизированного «остранения», хотя и достигались иными средствами. В 1938 году Брехт, анализируя причины особой популярности детективного жанра, отметил, что человек XX века свой жизненный опыт приобретает главным образом в условиях катастроф, при этом вынужден сам доискиваться до причин кризисов, депрессий, войн и революций: «Уже при чтении газет (но также счетов, известий об увольнении, мобилизационных повесток и так далее), мы чувствуем, что кто-то что-то сделал… Что же и кто сделал? За событиями, о которых нам сообщают, мы предполагаем другие события, о которых нам не сообщают. Они и есть подлинные события». Дюрренматт развил эту мысль в 1955 году в ходе традиционной дармштадтской дискуссии «О театре», где он выразил сомнение в том, что театр ещё может отобразить современный мир.
Драма Шиллера, так же как и греческая трагедия, — говорил Дюрренматт, — были возможны потому, что имели дело с видимым миром, с настоящими действиями государств. В искусстве изобразимо только то, что постижимо. А современное государство чувственно не постижимо, анонимно, бюрократично... Подлинные их выразители отсутствуют, и трагические герои не имеют имён. Современный мир легче воссоздать через маленького спекулянта, канцеляриста или полицейского, чем через бундесрат или через бундесканцлера... Государство потеряло свой образ, и подобно тому как физики могут воссоздать мир только в математических формулах, оно тоже может быть выражено только статистически. Силы сегодняшнего мира, видимо, образно воспроизводимы только там, где они взрываются: в атомной бомбе, в этом чудо-грибе, безупречном, как солнце, который там появляется и распространяется, где сливаются красота и убийство... Перед ней бессильны все искусства, как проявления человеческого творчества, — ведь она сама есть творение человека: два зеркала, которые отражаются одно в другом, — пусты.
Тем не менее он искал способы представить в своих пьесах современный мир — доискаться до скрытых причин видимых событий, или, по Брехту, до «подлинных событий». В «Физиках», как и во многих сочинениях Дюрренматта — не только в его собственно криминальных романах, — присутствуют шпионы, загадочные убийства и, соответственно, расследование. Пристрастие драматурга к криминальной эстетике критики связывают и с катастрофичностью его мировосприятия. В пьесе «Физики», навеянной опасностью третьей мировой войны, с использованием ядерного оружия (ещё в 1958 году Дюрренматт опубликовал рецензию на книгу Роберта Юнга «Ярче тысячи солнц» — историю создания атомной бомбы), некоторые исследователи усматривают скрытую полемику с «Жизнью Галилея» Брехта — с финальным монологом её главного героя: не разделяя политические взгляды немецкого драматурга, Дюрренматт не разделял и его исторический оптимизм. Если у Брехта в финальном самоосуждении Галилея торжествует разум и чувство ответственности перед обществом, то у Дюрренматта современный мир ассоциировался с сумасшедшим домом: действие его пьесы разворачивается в психиатрической клинике, и самым безумным оказывается врач.
Свою пьесу Дюрренматт посвятил выдающейся немецкой актрисе Терезе Гизе. Вынужденная после прихода нацистов к власти покинуть Германию, Гизе вплоть до 1948 года жила в Швейцарии, выступала на сцене цюрихского «Шаушпильхауза» и стала первой мамашей Кураж в знаменитой пьесе Б. Брехта. После возвращения в Германию Гизе сохранила связь с театром, нередко гастролировала в Цюрихе и в 1956 году на той же сцене сыграла Клару Цаханассьян в первой постановке пьесы Дюрренматта «Визит старой дамы». В первоначальной версии «Физиков» доктор фон Цанд был мужчиной, — специально для Гизе Дюрренматт переделал мужскую роль в женскую, и Гизе стала первой исполнительницей этой роли на сцене. Первую постановку «Физиков» осуществил всё тот же цюрихский «Шаушпильхауз» в 1962 году.

## Действующие лица
- Доктор Матильда фон Цанд — врач-психиатр.
- Марта Боль — старшая сестра.
- Моника Штеттлер — медицинская сестра.
- Уве Сиверс — старший санитар.
- Макартур — санитар.
- Мурильо — санитар.
- Герберт Георг Бейтлер, прозванный Ньютоном, — пациент.
- Эрнст Генрих Эрнести, прозванный Эйнштейном, — пациент.
- Иоган Вильгельм Мебиус — пациент.
- Оскар Розе — миссионер.
- Лина Розе — его жена.
- Адольф-Фридрих, Вильфрид-Каспар, Иорг-Лукас — их дети.
- Рихард Фос — инспектор полиции.
- Судебный врач.
- Гуль — полицейский.
- Блохер — полицейский.

## Сюжет
Действие происходит в течение одного дня на старой вилле частного психиатрического санатория «Вишнёвый сад», основанного доктором медицины, старой девой Матильдой фон Цанд. Все остальные её пациенты («выжившие из ума аристократы, поражённые склерозом политики — за исключением тех, кто всё ещё держит в своих руках бразды правления, — а также дебильные миллионеры, писатели-шизофреники, магнаты индустрии, страдающие депрессивно-маниакальным психозом, и т. д., короче говоря, душевнобольная элита чуть ли не всей Европы») давно переселены в новые корпуса лечебницы. На старой вилле остались только три пациента, и все трое — физики, «безобидные, симпатичные и милые психопаты, сговорчивые, послушные и непритязательные». Три месяца назад пациент, воображающий себя Ньютоном, задушил медсестру; теперь то же самое сделал пациент, считающий себя Эйнштейном.
«Ньютон» совершённое убийство объясняет инспектору полиции тем, что он и медсестра любили друг друга и это отвлекало его от мыслей о всемирном тяготении. Тем же объясняет своё преступление и «Эйнштейн»: они любили друг друга, убитая медсестра хотела выйти за него замуж и уехать вместе с ним в деревню. Инспектор полиции не может арестовать душевнобольных, но от имени прокурора настаивает на том, чтобы пациентов в клинике обслуживали санитары-мужчины.
Третий физик, Иоганн Мёбиус, находится в клинике уже 15 лет; он никем себя не воображает, но ему постоянно является царь Соломон и открывает тайны природы, связь всех вещей, систему всех возможных научных открытий. Мёбиус и его сиделка, сестра Моника, тоже любят друг друга; именно поэтому физик убеждает медсестру немедленно покинуть клинику: здесь ей грозит смертельная опасность, — но узнаёт, что сестра Моника считает его совершенно здоровым и уже получила от доктора фон Цанд разрешение покинуть клинику вместе с ним. Мёбиус убивает медсестру.
В санаторий вновь прибывает полиция; тем временем сиделок уже заменила интернациональная бригада санитаров, и все — чемпионы своих стран по боксу в тяжёлом весе. Мёбиус тяжело переживает случившееся, но совершённое убийство объясняет приказом царя Соломона. Он готов понести заслуженное наказание, однако полиция и его не может арестовать.
За ужином Мёбиус узнаёт, что «Ньютон», живущий в санатории под вымышленным именем, в действительности — известный физик, он поселился у доктора фон Цанд, чтобы следить за Мёбиусом, и медсестру задушил потому, что она о чём-то догадалась, а главное — не считала его сумасшедшим: пришлось таким образом доказывать своё безумие. Ровно то же самое сообщает Мёбиусу и «Эйнштейн». Оба физика получили от своих спецслужб приказ вывезти гениального коллегу из санатория, что полагают возможным и теперь, когда в отношении пациентов принимаются усиленные меры безопасности: санитары превращают клинику в тюрьму.
Мёбиус, однако, никуда бежать не хочет; пока физики-шпионы мучительно делят его между собой, выясняется, что он сжёг все свои рукописи: «Существует такой риск, на который человек не имеет права идти: риск гибели всего человечества», — собственно, поэтому он и надел на себя шутовской колпак и выдумал царя Соломона. Мёбиус призывает коллег сообщить своим правительствам (благо у них имеются секретные радиопередатчики), что он действительно безумен, и остаться вместе с ним в санатории. В конце концов физики-шпионы соглашаются.
Но тут появляется Матильда фон Цанд; все разговоры физиков, как выясняется, прослушивались, их радиопередатчики уже у доктора. Матильда фон Цанд открывает физикам свою тайну: ей тоже все эти годы являлся царь Соломон; он хотел, чтобы Мёбиус его именем правил на всей земле, но Мёбиус его предал, и царь повелел Матильде править миром вместо него. Это она натравила на физиков сиделок, чтобы подтолкнуть их к убийству и таким образом обезвредить. На протяжении многих лет она снимала фотокопии с рукописей Мёбиуса, и теперь все его гениальные открытия в её руках. Под эти открытия она давно уже основала гигантские предприятия и объединила их в могущественный трест.

## Художественные особенности и толкования
Как и Брехт, считавший, что только в комедии может быть достигнута необходимая дистанция по отношению к современному миру, Дюрренматт отвергал трагедию: «Видеть в диктаторе демона, — говорил он, — значит втайне почитать его». Ещё в 1954 году в книге «Проблемы театра» он утверждал, что именно комедия, как никакой иной жанр, способна представить гротескное лицо современного мира и приоткрыть истину. При этом Дюрренматт называл себя «самым мрачным комедиографом из всех существующих». «Физики» — одна из самых мрачных его комедий, обозначенная автором как «пародия на трагедию», но одновременно и одна из самых совершенных его пьес. В ней даже соблюдены три классицистических единства — времени, места и действия, и эта классическая форма создаёт такой же дополнительный «эффект очуждения», как шекспировский пятистопный ямб в устах гангстеров в «Карьере Артуро Уи» Брехта: «Ведь действию, которое разыгрывается среди сумасшедших, — объяснил Дюрренматт в предисловии к пьесе, — подходит только классическая форма».
Многие склонны отождествлять позицию Мёбиуса с позицией самого автора, но, как считает Н. Павлова, стоит только превратить Мёбиуса из героя комедии в фигуру положительную и трагическую, обоснованным становится целый ряд упреков, которые можно предъявить пьесе. Дюрренматт писал «Физиков», когда была уже создана и водородная бомба — несмотря на попытки некоторых физиков, в том числе Роберта Оппенгеймера, уклониться от работы по её созданию: их просто заменили другие. Таким же и даже ещё более бесполезным в его пьесе оказывается и самопожертование Мёбиуса, — по мнению Н. Павловой, определение «пародия на трагедию» относится именно к «трагическому» решению Мёбиуса провести остаток жизни в сумасшедшем доме: «Как ни привлекательна готовность героя, пожертвовав собой, остаться навеки в заточении, его уверенность в спасительности этого поступка всё-таки зыбка». Дюрренматт, считает литературовед, подчеркнул ироническое отношение к своему герою перечнем приписанных ему великих научных открытий: он создал, помимо прочего, и теорию единого поля, и теорию элементарных частиц, тем самым не оставив в мире никаких тайн. Выдающиеся научные заслуги Мёбиуса в пьесе перекликаются с характеристикой безумной основательницы санатория, о которой в предисловии к пьесе сказано, что она является почётным доктором наук и доктором медицины и имеет репутацию выдающегося психиатра, «можно даже уверенно утверждать — в мировом масштабе (только что вышел из печати том её переписки с К. Г. Юнгом)».

## Сценическая судьба
Первую постановку «Физиков» осуществил в 1962 году Курт Хорвиц в цюрихском «Шаушпильхаузе»; Дюрренматт к тому времени, благодаря успеху «Ромула Великого» и «Визита старой дамы» был уже драматургом с мировым именем, его новую пьесу ждали, и в том же году премьеры «Физиков» состоялись в Сантьяго, Мехико, Лиме. Пьеса стала одной из самых репертуарных, прежде всего в немецкоязычных странах.
На русском языке пьеса впервые была опубликована в 1969 году в переводе Н. Оттена. Однако первую её постановку уже в 1962 году осуществил Ленинградский театр комедии.

### Известные постановки
- 1962 — «Шаушпильхауз», Цюрих. Постановка Курта Хорвица, художник Тео Отто. Роли исполняли: Матильда фон Цанд — Тереза Гизе, Мёбиус — Ханс Кристиан Блех, «Ньютон» — Густав Кнут, «Эйнштейн» — Тео Линген, инспектор Фосс — Фред Таннер. Премьера состоялась 21 февраля[9].
- 1963 — Королевский Шекспировский театр, Лондон. Постановка Питера Брука[9].
- 2020 — Малый театр, Москва. Постановка Алексея Дубровского[источник не указан 877 дней].

#### Постановки в СССР
- 1962 — Ленинградский театр комедии. Постановка Н. Лифшица[9].
- 1963 — Центральный театр Советской Армии. Постановка Б. Эрина.

### Телевизионные спектакли
- 1967 — «Физики». Постановка Велло Руммо — Эстонское телевидение.

## Экранизации
- 1964 — «Die Physiker», фильм Фрица Умгельтера
- 1988 — «Физики», фильм Олега Рябоконя